# Línia evolutiva de Sandshrew
Aquesta línia evolutiva de Pokémon inclou Sandshrew i Sandslash.

## Sandshrew
Sandshrew és una de les espècies que apareixen a la franquícia Pokémon, una sèrie de videojocs, anime, mangues, llibres, cartes col·leccionables i altres mitjans que va ser inventada per Satoshi Tajiri i ha generat milers de milions de dòlars en beneficis per a Nintendo i Game Freak. És el primer Pokémon de tipus terra que apareix a la Pokédex.

### Etimologia
El nom Sandshrew és una mescla dels mots anglesos sand ('sorra') i shrew ('musaranya').

### Morfologia
Malgrat el seu nom, Sandshrew s'assembla més a un armadillo o pangolí que a una musaranya. És una criatura petita, groga i semblant a un rosegador. Està cobert d'escates i té dues potes amb urpes. Té uns grans ulls negres.
Els Sandshrew viuen normalment sota terra en indrets àrid i sorrencs amb molt poca humitat, com ara el desert. Hi habiten per mantenir la pell tan seca i dura com puguin, i a més la sorra els serveix per a camuflar-se.
Només surt del cau per a caçar. Es queda quiet al costat de l'entrada al seu cau, camuflant-se amb el sòl que l'envolta. Quan la seva presa està prou a prop, Sandshrew li salta a sobre, l'atrapa i se l'endú al cau, on se la menja.
Quan es veu amenaçat, el mètode principal de defensa de Sandshrew és cargolar el seu cos en forma de pilota, deixant exposada només la seva dura pell (com els eriçons, pangolins o armadillos). Quan es troba en aquesta posició, Sandshrew és capaç de resistir molts atacs o caigudes des de gran alçada.
Malgrat que no li agradi l'aigua, Sandshrew en necessita per sobreviure. El seu metabolisme està configurat de tal manera que pot absorbir l'aigua que necessita i perdre'n el mínim possible, permetent-li viure bevent-ne poca quantitat. El seu metabolisme lent i la seva baixa velocitat fan que sigui el contrari d'una musaranya real.
Els Sandshrew són animals de companyia afectuosos i lleials al desert, però com que són molt selectius per alimentar-se, són difícils de cuidar.

### En els videojocs
Sandshrew és el primer Pokémon de tipus terra pur que es pot trobar a Pokémon Blue i Pokémon Yellow. A l'edició Pokémon Red no es pot capturar Sandshrew, i el seu lloc és ocupat pel Pokémon serpent Ekans. Evoluciona a Sandslash al nivell 22.
Com a Pokémon de tipus terra que és, és fort contra els Pokémon de tipus elèctric, foc, verí, acer i roca, i feble contra els de tipus aigua, planta o gel. Les seves estadístiques físiques (atac i defensa) són bones. A més, pot aprendre una gran varietat d'atacs físics, com ara Rock Slide, Earthquake, Body Slam, Slash o Submission. Tanmateix, és preferible utilitzar la seva forma evolucionada Sandslash, ja que té unes estadístiques més elevades.

### A l'anime
La primera aparició de Sandshrew a Pokémon és a l'episodi The Path to the Pokémon League. És el Pokémon principal d'un entrenador anomenat A.J. que sembla tractar els seus Pokémon de manera molt dura, però el Sandshrew li és molt lleial i junts aconsegueixen cent victòries seguides.
A principis de Clefairy and the Moon Stone, es veu un Sandshrew malalt.
Al curtmetratge Pikachu's PikaBoo, apareix un Sandshrew que es camufla davant d'una paret de maons durant una partida de fet i amagar.

## Sandslash
Sandslash és una de les espècies que apareixen a la franquícia Pokémon, una sèrie de videojocs, anime, mangues, llibres, cartes col·leccionables i altres mitjans que va ser inventada per Satoshi Tajiri i ha generat milers de milions de dòlars en beneficis per a Nintendo i Game Freak. És un Pokémon de tipus terra i evoluciona de Sandshrew, un Pokémon ratolí.

### Etimologia
El nom Sandslash és una mescla dels mots anglesos sand ('sorra') i slash ('estripar').

### Morfologia
Sandslash és una criatura moderadament gran i bípede semblant a un pangolí, amb una dura pell groga, urpes llargues, i una esquena protegida per un conjunt de grans punxes marrons. Aquestes punxes són seccions endurides de les escates de Sansdslash, que creixen per formar un escut natural. Les punxes de Sandslash cauen i són substituïdes per unes de noves una vegada a l'any.
Es tracta d'una criatura resistent que viu en àrees desèrtiques, especialment en zones properes a boscs secs. Sovint se'l pot veure enfilant-se als arbres o excavant a la terra polsegosa, dues activitats per les quals li van molt bé les urpes. Tot i que són fortes, les urpes no són indestructibles; a vegades es trenquen quan Sandslash excava a un ritme extraordinàriament ràpid. En aquest cas, les urpes tornen a créixer des de l'endemà. El tret més destacat de Sandslash és que enrotlla el seu cos per convertir-se en una bola de punxes, com els eriçons, armadillos o pangolins. Sandslash s'enrotlla d'aquesta manera perquè les punxes protegeixin el seu cos del sol, evitant qualsevol tipus d'insolació provocada per la sufocant calor del dia al desert.

### En els videojocs
Sandslash és un dels pocs Pokémon de tipus terra pur que es pot trobar a Pokémon Blau i Pokémon Groc. A l'edició Vermella no es pot capturar Sandslash, i el seu lloc és ocupat pel Pokémon serp Arbok. Sandslash es pot capturar a la ruta 23 i l'Unknown Dungeon a l'edició Blava. Evoluciona de Sandshrew al nivell 22.
Com a Pokémon de tipus terra que és, és fort contra els Pokémon de tipus elèctric, foc, verí, acer i roca, i feble contra els de tipus aigua, planta o gel. Les seves estadístiques físiques (atac i defensa) són bones. A més, pot aprendre una gran varietat d'atacs físics, com ara Rock Slide, Earthquake, Body Slam, Slash o Submission. Se l'utilitza sobretot en batalles de Pokémon UU (Underused – poc utilitzats), gairebé sempre amb atacs físics, que són la seva especialitat.

### A l'anime
La primera aparició de Sandslash a Pokémon és a l'episodi To Master the Onixpected. Un Sandslash que s'amaga dins el cos d'un Onix li fa mal, fent que el Pokémon serpent de roca vagi destruint coses. El membre de l'Alt Comandament Bruno aconsegueix extreure el Sandslash i curar l'Onix.